# Уэуэтланский тепеуа
Уэуэтла́нский тепеуа (Huehuetla Tepehua, Tepehua de Hidalgo, Tepehua de Huehuetla) — один из языков тепеуа.

## Генеалогическая и ареальная классификация
Относится к тепеуанским языкам тотонакской ветви семьи Тотосоке. Распространен на северо-востоке штата Идальго и в муниципалитете Мекалапа штата Пуэбла, в Мексике.
Наиболее близкие «родственники» языка — писафлоресский тепеуа и тлачичилькский тепеуа. Взаимопонятность между уэуэтланским и писафлоресским — около 60 %.

## Социолингвистическая информация
На 2007 год насчитывалось около 1500 носителей в Мексике, за её пределами язык не распространен. Нет разделения на диалекты. Большинство носителей двуязычны (владеют испанским наравне с уэуэтланским тепеуа). Язык активно используется в повседневной речи. Существует перевод Библии на уэуэтланский тепеуа.
Алфавит из издания 1947 года: ʔa, ʔā, ch, chˀ, q, qˀ, ʔi, ʔī, j, k, kˀ, l, m, n, p, pˀ, s, t, tˀ, ts, tsˀ, ʔu, ʔū, w, x.

## Лексика
Лексика уэуэтланского тепеуа — общетепеуанская основа с заимствованиями из испанского и английского.

## Типологическая характеристика

### Тип выражения грамматических значений
Значения выражаются синтетически.
juu Xiiwaan saay juu lhiisaan
```
ART Хуан играть-IMPFV ART гитара
```

```
«Хуан играет на гитаре»
```

### Тип ролевой кодировки
Уэуэтланский тепеуа является эргативным языком.
ta-paatajuu juu tz’al-an
```
3PL.SUB-fall(VI)(PFV) ART boy-PL
```

```
«Мальчики упали» 
```

```
kii-laa-choqo-pala juu kit’in
```

RT-can-AGAIN-REP.PFV ART PRN.1SG
```
«Я пришел снова (я вернулся)» 
```

```
kimaapaayniy [juu kinati]SUB
```

```
1OBJ-love-IMPFV ART 1POS-mother
```

```
«Моя мать меня любит» 
```

### Тип маркирования

#### В именной группе
Маркирование в именной группе — вершинное.
k-7aqlhteyjuu-y-an+ch
```
1SUB-help-IMPFV-2OBJ+ALD
```

```
«Я помогаю тебе» 
```

#### В предикации
В предикации уэуэтланскому тепеуа свойственно двойное маркирование.
```
hu: susan-ita lak-p’uʃ -li hu: lak-ʔa: la:ʃu:ʃ
```

```
ART Susan-DIM 3PL.OBJ-pick-PFV ART PL-orange
```

```
«Сусанита выбирала апельсины» 
```

### Границы между морфемами
```
По характеру границ между морфемами уэуэтланский тепеуа является агглютинативным языком. Грамматические значения выражаются при помощи суффиксов. 
```

```
lakpuu (лицо) + wiik’ili (морщинистый) + nti (субстантиватор) = lakpuuwiik’ilinti (морщинистое лицо). 
```

### Порядок слов
Приемлемым является любой порядок слов, однако чаще всего используются VSO и SVO. 
VSO:
saa-li+ch juu lapanak juu Xiiwaan
hit-PFV+ALD ART person ART John
«Человек ударил Джона»
SVO:
[juu lapanak]SUB [saalhch]VERB [juu Xiiwaan]OBJ
«Человек ударил Джона»

## Фонология

### Гласные
До периода влияния на него испанского языка, уэуэтланский тепеуа содержал три гласные фонемы (/i/, /u/, /a/ и их удлиненные версии), но в связи с испанским билингвизмом и утратой глухого увулярного взрывного согласного. На сегодняшний день в языке существует пять гласных фонем. В языке не употребляются дифтонги, только двойные гласные.
|                  | Передние | Средние | Задние |
| ---------------- | -------- | ------- | ------ |
| Верхнего подъёма | i (:)    |         | u (:)  |
| Среднего подъёма | e (:)    |         | o (:)  |
| Нижнего подъёма  |          | a (:)   |        |

### Согласные
В языке содержится 26 фонем. Из них 21 — оригинальные фонемы языка. Ещё две (/r/ и /ɾ/) используются только в идеофонах и словах, заимствованных из испанского. Фонемы /b/, /d/ и /g/ также используются только в испанских заимствованиях.
|                            | Билабиальные | Альвеолярные | Латеральные | Палато-альвеолярные | Палатальные | Велярные | Увулярные | Глоттальные |
| -------------------------- | ------------ | ------------ | ----------- | ------------------- | ----------- | -------- | --------- | ----------- |
| Взрывные                   | p b          | t d          |             |                     |             | k g      | q         |             |
| Глоттализованные взрывные  | p'           | t'           |             |                     |             | k'       |           | ʔ (7*)      |
| Носовые                    | m            | n            |             |                     |             |          |           |             |
| Фрикативные                |              | s            | ɫ (lh)      | ʃ (x)               |             |          |           |             |
| Аффрикаты                  |              | ts (tz)      |             | tʃ (ch)             |             |          |           |             |
| Глоттализованные аффрикаты |              | ts' (tz')    |             | ch' (tʃ')           |             |          |           |             |
| Плавные                    |              |              | l           |                     |             |          |           |             |
| Дрожащие                   |              | ɾ (rr) r     |             |                     |             |          |           |             |
| Аппроксиманты              | w            |              |             |                     | j (y)       |          |           | h (j)       |

* — в скобках указаны знаки, используемые для передачи звуков на письме
Возможно, в будущем глоттальная смычка (ʔ) заменит увулярный «q», так как уже сейчас молодежь использует его как замену звуку «q» во многих словах. Например, старшее поколение произносит слово «большой»
как 'qai, а более молодые люди — как 'ʔai.

## Морфология
В языке присутствует большое количество аффиксов, обозначающих различные признаки глаголов и имен.

### Глагол
Среди грамматических признаков уэуэтланского тепеуа различают число, лицо, вид, время, наклонение, а также информацию об Агенсе и Пациенсе. Чрезвычайно разветвленная система аффиксов и маркеров может приводить к неоднозначности, однако роли аргументов в предложении становятся понятны из контекста дискурса. Всего в языке насчитывается около 125 маркеров.
```
k-7aqlhteyjuu-y-an+ch
```

```
1SUB-help-IMPFV-2OBJ+ALD
```

```
«Я помогаю тебе» 
```

### Имя
- Роль существительного в предложении также выражается аффиксами. Так, существуют аффиксы, выражающие местный падеж, творительный падеж, аппликатив, комитатив, субстантивацию, принадлежность предмета к частям тела и другое. В естественной речи существительные не всегда употребляются в множественном числе там, где это необходимо, так как показатель множественного числа понятен из маркировки глагола.

- Система местоимений включает в себя личные, притяжательные, указательные и возвратные.
- Прилагательные имеют общие черты как с существительными, так и с глаголами. В предикативной позиции прилагательные ведут себя как существительные. Они могут сочетаться с аффиксами, в отличие от наречий.
- Язык имеет двадцатеричную систему числительных.

### Наречие
Наречия не изменяются сами, но могут изменять значение других слов. В языке существуют наречия времени, указательные наречия, наречия образа действия.

## Интересные особенности
- Классификаторы существительных можно разделить на пять классов:

| Общий классификатор                                                             | Классификатор для обозначения людей | Классификаторы для измерения количества лиц                | Классификатор, основанный на присущих объекту характеристиках                                                        | Классификаторы наречий                      |
| ------------------------------------------------------------------------------- | ----------------------------------- | ---------------------------------------------------------- | --- | ------------------------------------------- |
| Общий классификатор laqa-, может быть использован вместо других классификаторов | Человеческий классификатор puma-    | kilhmak- «группы» laqpuu- «груды» piis — «горсти» и другие | puux — «одежда наизнанку» laq — «песо» maqa «что-то длинное, тонкое и гибкое» qan — «что-то цилиндрическое» и другие | 7aq — «времена» miix — «дни» paq — "поездки |

- В уэуэтланском тепеуа выделяют первичное и вторичное ударение. Первичное ударение ставится только в закрытых слогах типа CVS. Слоги с двойными гласными (CVV) ведут себя так же, как слоги CV и CVO и ни на один из них не ставится первичное ударение.